# Isla de los Alacranes
L'Isla de los Alacranes està situada al llac de Chapala a l'estat de Jalisco. Pertany al municipi de Chapala. És anomenada així a causa que la seva forma és similar a la d'un escorpí.
El 4 de juliol de 2017 l'Isla de los Alacranes va ser declarada com a patrimoni cultural de l'estat de Jalisco, així com a patrimoni del poble huitxol. L'illa (a la qual anomenen Xapawiyemeta) és considerada per aquest poble com a centre cerimonial.